# XIII Giochi paralimpici invernali
I XIII Giochi paralimpici invernali (in cinese 第十三届冬季残疾人奥林匹克运动会S) si sono svolti a Pechino, la capitale della Cina, dal 4 al 13 marzo 2022, nelle stesse località che avevano ospitato i XXIV Giochi olimpici invernali.
È stata la seconda manifestazione paralimpica che si è tenuta in Cina, dopo l'edizione estiva del 2008, inoltre Pechino è diventata la prima città ad ospitare sia i giochi paralimpici estivi sia quelli invernali.

## Assegnazione
Come da accordi tra il Comitato Paralimpico Internazionale e il Comitato Olimpico Internazionale, il paese selezionato per ospitare i giochi olimpici deve ospitare anche i corrispondenti giochi paralimpici. Il 31 luglio 2015 durante la 128ª sessione del CIO svoltasi a Kuala Lumpur, la città Pechino ha ottenuto l'organizzazione dei XXIV Giochi olimpici invernali e di conseguenza anche dei XIII Giochi paralimpici invernali. La capitale cinese ha vinto la concorrenza della città kazaka di Almaty.
| Città   | Nazione    | 1º turno |
| Pechino | Cina       | 44       |
| Almaty  | Kazakistan | 40       |

## Sviluppo e preparazione

### Sedi di gara

Posizione delle varie località.

Le competizioni dei XIII Giochi paralimpici invernali si sono svolte in cinque impianti, due a Pechino, uno nella contea di Yanqing e due a Zhangjiakou. Lo stadio nazionale di Pechino è stato la sede delle cerimonie di apertura e chiusura.
| Impianto                              | Zona        | Disciplina                       | Apertura | Capienza |
| ------------------------------------- | ----------- | -------------------------------- | -------- | -------- |
| Stadio nazionale di Pechino           | Pechino     | Cerimonie di apertura e chiusura | 2008     | 80 000   |
| Centro acquatico nazionale di Pechino | Pechino     | Curling in carrozzina            | 2008     | 17 000   |
| Stadio coperto nazionale di Pechino   | Pechino     | Hockey su slittino               | 2007     | 18 000   |
| National Alpine Ski Centre            | Yanqing     | Sci alpino                       | 2019     | 8 500    |
| National Biathlon Centre              | Zhangjiakou | Biathlon e sci di fondo          | 2020     | 6 000    |
| Genting Snow Park                     | Zhangjiakou | Snowboard                        | 2012     | 10 900   |

## I Giochi

### Paesi partecipanti
Paesi che hanno partecipato anche in passate edizioni
     Paesi che hanno partecipato per la prima volta
     Paesi che non hanno partecipato
     Paesi a cui è stato vietato partecipare

Mappa delle nazioni partecipanti:
Paesi che hanno partecipato anche in passate edizioni
Paesi che hanno partecipato per la prima volta
Paesi che non hanno partecipato
Paesi a cui è stato vietato partecipare

Numero di atleti partecipanti per nazione.

I comitati paralimpici che hanno preso parte ai XIII Giochi paralimpici invernali sono stati 46. Azerbaigian, Israele e Porto Rico hanno fatto il loro debutto ai Giochi paralimpici invernali.
Il 2 marzo 2022, come conseguenza dell'invasione russa dell'Ucraina, il Comitato Paralimpico Internazionale (CPI) stabilì che gli atleti bielorussi e russi avrebbero dovuto gareggiare come atleti neutrali sotto la bandiera del CPI e che le medaglie eventualmente conquistate da questi atleti non sarebbero state incluse nel medagliere. A seguito delle proteste di diversi comitati nazionali, che minacciarono di boicottare i giochi, il 3 marzo il CPI revocò la precedente decisione, vietando agli atleti bielorussi e russi di competere anche sotto bandiera neutrale.
Prima di queste decisioni, era comunque previsto che gli atleti russi partecipassero sotto la bandiera del Comitato Paralimpico Russo e l'acronimo RPC in seguito alla squalifica di due anni imposta dall'Agenzia mondiale antidoping alla Russia a causa del suo programma di doping di stato.
Di seguito sono riportate le nazioni che hanno partecipato, con indicato tra parentesi il numero di atleti:
- Andorra (1)
- Argentina (2)
- Australia (7)
- Austria (16)
- Azerbaigian (1)
- Belgio (2)
- Bosnia ed Erzegovina (2)
- Brasile (6)
- Canada (45)
- Cile (4)
- Cina (96)
- Corea del Sud (32)
- Croazia (4)
- Danimarca (1)
- Estonia (5)
- Finlandia (6)
- Francia (15)
- Georgia (1)
- Germania (18)
- Giappone (29)
- Gran Bretagna (21)
- Grecia (2)
- Islanda (1)
- Iran (4)
- Israele (1)
- Italia (29)
- Kazakistan (5)
- Lettonia (5)
- Liechtenstein (1)
- Messico (1)
- Mongolia (3)
- Norvegia (13)
- Nuova Zelanda (3)
- Paesi Bassi (8)
- Polonia (11)
- Porto Rico (1)
- Rep. Ceca (21)
- Romania (2)
- Slovacchia (28)
- Slovenia (1)
- Spagna (2)
- Stati Uniti (65)
- Svezia (10)
- Svizzera (12)
- Ucraina (20)
- Ungheria (1)

### Discipline
Il programma dei XIII Giochi paralimpici invernali era composto da 5 sport, per un totale di 6 discipline divise in 78 eventi.
| Disciplina                            | Maschile | Femminile | Misti | Totali   |
| ------------------------------------- | -------- | --------- | ----- | -------- |
| Curling in carrozzina                 |          |           | 1     | 1        |
| Hockey su slittino                    |          |           | 1     | 1        |
| Sci alpino                            | 15       | 15        |       | 30       |
| Sci nordico - Biathlon - Sci di fondo | 18 9     | 18 9      | 2     | 38 18 20 |
| Snowboard                             | 6        | 2         |       | 8        |
| Totale (6 discipline)                 | 39       | 35        | 4     | 78       |

### Calendario degli eventi
| ● | Cerimonia di apertura |  | Competizioni |  | Finali | ● | Cerimonia di chiusura |

| Marzo                 | Ven | Sab | Dom | Lun | Mar | Mer | Gio | Ven | Sab | Dom | Totale |
| Marzo                 | 4   | 5   | 6   | 7   | 8   | 9   | 10  | 11  | 12  | 13  | Totale |
| --------------------- | --- | --- | --- | --- | --- | --- | --- | --- | --- | --- | ------ |
| Cerimonie             | ●   |     |     |     |     |     |     |     |     | ●   | N.D.   |
| Biathlon              |     | 6   |     |     | 6   |     |     | 6   |     |     | 18     |
| Curling in carrozzina |     |     |     |     |     |     |     |     | 1   |     | 1      |
| Hockey su slittino    |     |     |     |     |     |     |     |     |     | 1   | 1      |
| Sci alpino            |     | 6   | 6   | 6   |     |     | 3   | 3   | 3   | 3   | 30     |
| Sci di fondo          |     |     | 2   | 4   |     | 6   |     |     | 6   | 2   | 20     |
| Snowboard             |     |     |     | 4   |     |     |     | 4   |     |     | 8      |
| Totale                | 0   | 12  | 8   | 14  | 6   | 6   | 3   | 13  | 10  | 6   | 78     |

## Medagliere
In totale, 19 comitati paralimpici hanno conquistato almeno una medaglia. Di seguito il medagliere completo:
  Paese ospitante
| Pos.   | Paese         | Oro | Argento | Bronzo | Totale |
| ------ | ------------- | --- | ------- | ------ | ------ |
| 1      | Cina          | 18  | 20      | 23     | 61     |
| 2      | Ucraina       | 11  | 10      | 8      | 29     |
| 3      | Canada        | 8   | 6       | 11     | 25     |
| 4      | Francia       | 7   | 3       | 2      | 12     |
| 5      | Stati Uniti   | 6   | 11      | 3      | 20     |
| 6      | Austria       | 5   | 5       | 3      | 13     |
| 7      | Germania      | 4   | 8       | 7      | 19     |
| 8      | Norvegia      | 4   | 2       | 1      | 7      |
| 9      | Giappone      | 4   | 1       | 2      | 7      |
| 10     | Slovacchia    | 3   | 0       | 3      | 6      |
| 11     | Italia        | 2   | 3       | 2      | 7      |
| 12     | Svezia        | 2   | 2       | 3      | 7      |
| 13     | Finlandia     | 2   | 2       | 0      | 4      |
| 14     | Gran Bretagna | 1   | 1       | 4      | 6      |
| 15     | Nuova Zelanda | 1   | 1       | 2      | 4      |
| 16     | Paesi Bassi   | 0   | 3       | 1      | 4      |
| 17     | Australia     | 0   | 0       | 1      | 1      |
| 17     | Kazakistan    | 0   | 0       | 1      | 1      |
| 17     | Svizzera      | 0   | 0       | 1      | 1      |
| Totale | Totale        | 78  | 78      | 78     | 234    |